# 안성 두현리 석조삼존불상
안성 두현리 석조삼존불상은 경기도 안성시 죽산면 두현리에 있는 석불이다. 2002년 2월 19일 안성시의 향토유적 제40호로 지정되었다.

## 개요
두현리 석조삼존불상은 봉업사지에서 서쪽으로 1.8km가량 떨어진 죽산 두현리 하삼현 아랫새재에 있다. 이곳은 안성으로 가는 녹배고개, 삼죽면을 거쳐 백암으로 이어지는 뒤통말고개, 서낭당고개 등 세 개의 고갯길이 시작되는 곳이다.
불상은 보호각 안에 서남향을 하고 있으며, 마애불과 비슷한 형식으로 바위 면을 다듬어 세 분의 부처를 배치하여 좌우의 협시가 본존불을 모시고 있는 형태이다. 마치 바위에 조각되었던 것을 떼어낸 듯이 보이는 데, 전해오는 이야기에 의하면 정확한 장소는 불분명하나 다른 곳에 있던 것을 이곳으로 옮겨온 것이라고 한다. 원래는 불상의 아랫부분이 땅에 묻혀있어 그것을 지지 삼아 세워진 형상이었으나, 2005년 10월 보수공사를 실시하면서 전면이 다 노출되어 제 모습을 되찾았다. 
여래와 보살을 특별하게 구분하지 않고 조각한 것이나, 하나의 광배에 세 분의 부처를 조각한 일광삼존불(一光三尊佛)이라는 점 등이 이 불상의 두드러진 특징이라 할 수 있다. 불상의 소재인 바위가 파손되고 마모되어 전체적인 형상을 구체적으로 파악할 수는 없지만, 대략의 윤곽이나 표현 기법은 확인할 수 있다. 
머리는 정수리 부분에 육계(肉髻)를 높게 하고, 귀를 길게 한 점이 돋보이며, 세 분의 부처 모두 법의(法衣)가 양 어깨에 걸쳐 발아래까지 길게 드리워져 있다. 수인(手印)은 가운데 부처는 불분명하고, 좌우 부처는 두 손을 가슴높이까지 올려 가운데 부처를 향하여 합장하고 있는 모습이다. 석불들은 전체적으로 신체 비례가 조화로워 잘 어울리며, 상호도 원만한 인상이고, 옷 주름도 유려하게 표현되어 우수한 조각 기법을 보이고 있다. 
이러한 점 등으로 미루어 볼 때 불상의 조성 시기는 고려 초경으로 추정된다.

## 참고 문헌
- 죽산 두현리 석조삼존불상 - 안성문화관광 - 시지정문화재